# Kühbach
Kühbach là một đô thị ở huyện Aichach-Friedberg bang Bayern nước Đức. Đô thị Kühbach có diện tích 37,57 km², dân số thời điểm ngày 31 tháng 12 năm 2006 là 3946 người.